# Distrofno jezero
Distrofna ali distrofična jezera, znana tudi kot humusna jezera, so jezera, ki vsebujejo velike količine humusnih snovi in organskih kislin. Zaradi prisotnosti teh snovi je voda rjave barve in ima na splošno nizek pH okoli 4,0–6,0. Zaradi teh kislih pogojev je malo biotske raznovrstnosti, ki bi lahko preživela, sestavljena je večinoma iz alg, fitoplanktona, pikoplanktona in bakterij. Opravljene so bile obsežne raziskave o številnih distrofnih jezerih na vzhodu Poljske, vendar je distrofna jezera mogoče najti na številnih območjih sveta.

## Klasifikacija distrofnih jezer
Jezera lahko glede na naraščajočo produktivnost kategoriziramo kot oligotrofna, mezotrofna, evtrofna in hiperevtrofna. Distrofna jezera so včasih zaradi nizke produktivnosti uvrščali med oligotrofna. Vendar novejše raziskave kažejo, da je distrofija lahko povezana s katerimkoli trofičnim stanjem. To je posledica širšega možnega razpona pH (kislo 4,0 do bolj nevtralno 8,0 občasno) in drugih spremenljivih lastnosti, kot sta razpoložljivost hranil in kemična sestava. Zato je distrofijo mogoče opredeliti kot stanje, ki vpliva na trofično stanje in ne kot trofično stanje samo po sebi.

## Kemijske lastnosti
Distrofna jezera imajo visoko raven raztopljenega organskega ogljika. Vsebuje organske karboksilne in fenolne kisline, ki ohranjajo pH vode razmeroma stabilno, saj delujejo kot naravni pufer. Zato industrijski izpusti večinoma ne vplivajo na naravno kisel pH jezera. Raztopljeni organski ogljik tudi zmanjša vstop ultravijoličnega sevanja in lahko zmanjša biološko uporabnost težkih kovin, tako da jih veže. V primerjavi z običajnim jezerom je vsebnost kalcija v vodi in usedlinah distrofnega jezera znatno nižja. Esencialne maščobne kisline, kot sta EPA in DHA, so še vedno prisotne v organizmih v humusnih jezerih, vendar jim to kislo okolje poslabša prehransko kakovost, kar povzroči nizko prehransko kakovost proizvajalcev distrofnih jezer, kot je fitoplankton.
Indeks hidrokemijske distrofije je lestvica, ki se uporablja za oceno stopnje distrofije jezer. Leta 2016 je Gorniak predlagal nov nabor pravil za vrednotenje tega indeksa z uporabo lastnosti, kot so pH površinske vode, električna prevodnost in koncentracije raztopljenega anorganskega ogljika in raztopljenega organskega ogljika. Zaradi drugačnega obstoječega trofnega statusa se lahko jezera, ki jih je prizadela distrofija, močno razlikujejo po kemični sestavi od drugih distrofnih jezer. Študije kemijske sestave distrofnih jezer so pokazale povišane ravni raztopljenega anorganskega dušika in višje aktivnosti lipaze in glukozidaze v polihumičnih jezerih v primerjavi z oligohumskimi jezeri. V oligohumskih jezerih imajo površinske mikroplasti višje stopnje aktivnosti fosfataze kot podpovršinske mikroplasti. Nasprotno je, ko je jezero polihumno. Tako oligohumna kot polihumna jezera kažejo večjo aktivnost aminopeptidaze v podpovršinskih mikroslojih kot v površinskih mikroslojih.

## Življenje v distrofnih jezerih
Porečje distrofnega jezera je običajno iglasti gozd, bogat s šotnimi mahovi, ki se razprostirajo po vodni gladini. Kljub prisotnosti zadostne količine hranil lahko distrofna jezera štejemo za revna s hranili, ker so njihova hranila ujeta v organskih snoveh in zato niso na voljo primarnim proizvajalcem. Organska snov v distrofnih jezerih je večinoma alohtona: izvira iz kopnega: organska snov, odstranjena v povodju, postopoma napolnjuje to vodno okolje. Zaradi tega okolja, bogatega z organskimi snovmi, je bakterioplankton tisti, ki nadzoruje hitrost pretoka hranil med vodnim in kopenskim okoljem. Bakterije so prisotne v velikem številu in imajo velik potencial rasti kljub distrofnim stanjem. Te bakterije poganjajo prehranjevalni splet humusnih jezer z zagotavljanjem energije in dobavljanjem uporabnih oblik organskega in anorganskega ogljika drugim organizmom, predvsem fagotrofnim in miksotrofnim bičkovcem. Razgradnja organske snovi s strani bakterij pretvori tudi organski dušik in fosfor v njuni anorganski obliki, ki sta zdaj na voljo primarnim proizvajalcem, ki vključujejo tako velik kot majhen fitoplankton (alge in cianobakterije). Biološko aktivnost humusnih jezer pa prevladuje bakterijski metabolizem, ki prevladuje v prehranjevalnem spletu. Kemija humusnih jezer otežuje vzpostavitev višjih trofnih ravni, kot so planktojede ribe, zaradi česar ostane poenostavljen prehranjevalni splet, sestavljen večinoma iz rastlin, planktona in bakterij. Prevlada bakterij pomeni, da imajo distrofna jezera višjo stopnjo dihanja kot primarna proizvodnja.

## Vplivi distrofike na jezerski ekosistem
Nastanek humusnega jezera z organskim odtokom dramatično vpliva na jezerski ekosistem. Spremembe kemične sestave, ki povečajo kislost jezera, otežujejo razmnoževanje rib in drugih organizmov. Z naraščanjem koncentracije ogljika in kislosti se zmanjšuje tudi kakovost jezera za pitno vodo. Ribe, ki se prilagodijo povečani kislosti, morda tudi niso primerne za prehrano ljudi zaradi organskih onesnaževal. Koncentracije in mobilnost težkih kovin se lahko spremenijo tudi zaradi sprememb v kemični sestavi humusnega jezera.

## Distrofna jezera in podnebne spremembe
Splošno znano je, da so jezera pomembni ponori v kroženju ogljika. Zaradi visoke vsebnosti raztopljenega organskega ogljika so distrofna jezera bistveno večji ponori ogljika kot čista jezera. Na povišane ravni koncentracij ogljika v humusnih jezerih vplivajo vegetacijski vzorci v povodju, katerega odtok je glavni vir organskega materiala. Vendar pa je mogoče spremembe v teh ravneh pripisati tudi premikom v padavinah, spremembam stopnje mineralizacije tal, zmanjšanemu odlaganju sulfata in spremembam temperature. Na vse te dejavnike lahko vplivajo podnebne spremembe. Pričakuje se, da bodo sodobne podnebne spremembe povečale oskrbo jezer z organskim ogljikom in s tem spremenile značaj nekaterih v distrofnega.

## Primeri distrofnih jezer
Primeri distrofnih jezer, ki so jih raziskovali znanstveniki, so jezero Suchar II na Poljskem, jezera Allgjuttern, Fiolen in Brunnsjön na Švedskem ter jezero Matheson na Novi Zelandiji.